# گوشفا
گوشفا (به مجاری:  Gősfa) یک منطقهٔ مسکونی در مجارستان است که در زالا واقع شده‌است.